# Bobby Deerfield
Bobby Deerfield ist ein US-amerikanisches Film-Drama aus dem Jahr 1977,  gedreht nach dem Roman Der Himmel kennt keine Günstlinge von Erich Maria Remarque (1961). Regie führte Sydney Pollack. Die deutschsprachige Erstaufführung erfolgte am 24. November 1977.

## Handlung
Formel-1-Rennfahrer Bobby Deerfield ist ein Einzelgänger und Kontrollfreak. Beruflich läuft alles sehr gut, da er eine Siegesserie hat. Nachdem er den Tod eines Kollegen erlebt, beunruhigt ihn der Gedanke an den eigenen Tod. Er besucht einen verletzten Kollegen im Krankenhaus – dieser war durch den Unfall, der den anderen Kollegen tötete, selbst verletzt worden – und begegnet dort der impulsiven todgeweihten Lillian Morelli. Diese will die letzte Zeit ihres Lebens voll auskosten und flieht mit Bobby aus der Klinik. Bobby, der eine Lebensgefährtin in Paris hat, verliebt sich in Lillian, die zunächst zurückhaltend reagiert. Später beginnt sie mit Bobby eine leidenschaftliche und selbstzerstörerische Affäre. Der Film endet damit, dass Lillian wieder ins Krankenhaus zurückkehrt, da sich ihr Zustand deutlich verschlechtert hat. Bobby fährt melancholisch zu seinem nächsten Rennen.

## Rezeption

### Kritik
Kritiker bezeichneten Bobby Deerfield als ein übertriebenes Melodram.  Vincent Canby von der The New York Times schrieb, dass es einer der zynischsten Filme des Jahres sei, von Leuten wie  Sydney Pollack und  Alvin Sargent, die es eigentlich besser wissen müssten.
Der Film hat eine Quote von 29 % positiven Kritiken auf Rotten Tomatoes.
Positiver urteilte das Lexikon des internationalen Films, die Gestaltung sei „psychologisch differenziert, mit viel Gespür für Zwischentöne inszeniert und eindrucksvoll gespielt, jedoch nicht ganz frei von Sentimentalitäten.“

### Kasseneinnahmen
Bobby Deerfield spielte 9.300,000 US-Dollar in den USA ein.

### Auszeichnungen
- 1978 Golden Globe Award Nominierung für Al Pacino als Bester Darsteller eines Dramas[5].

## Weiteres
Remarques Roman unterscheidet sich deutlich vom Film. Der Roman spielt kurz nach dem Zweiten Weltkrieg. Für die Rennszenen wurden Originalaufnahmen verwendet. Die Rennfahrer Carlos Pace, Tom Pryce, James Hunt, Patrick Depailler, Hans-Joachim Stuck und Mario Andretti sind zu sehen.
Bobby Deerfield wurde 2008 auf  DVD veröffentlicht.